# Марио Станич
Марио Станич (на хърв: Mario Stanić) е хърватски футболист.
Роден е на 10 април 1972 г. в Сараево, Босна и Херцеговина.
Играл е в:
- 1993-1994: Спортинг Хихон
- 1994-1995: Бенфика (Лисабон)
- 1995-1996: Брюж (Брюге)
- 1997-2000: ФК Парма (Парма)
- 2000-2003: Ф.К. Челси (Лондон)